# Trafoia incarum
Trafoia incarum là một loài ruồi trong họ Tachinidae.